# 髑髏の舞
『髑髏の舞』（どくろのまい）は、1923年（大正12年）製作・公開、田中栄三監督による日本のサイレント映画である。日活向島撮影所と、新劇の劇団舞台協会との出演提携作のうちの1作である。

## 略歴・概要
1922年（大正11年）、田中栄三が監督した映画『京屋襟店』の試写後に藤野秀夫を初めとする13名の俳優が退社、急遽、舞台協会と3作の提携を決め、製作された1作である。『京屋襟店』と並び、田中栄三の代表作とされる。
当時の向島撮影所のフォーマットは、4巻40分が標準であったが、本作は11巻110分、異例の長尺映画であった。撮影技師・編集技師・現像技師を兼ねる「技手」の大洞元吾は、すでに映画監督としてデビューしていたが、田中の『京屋襟店』や本作では、再び技手を務めた。
本作の上映用プリントは、東京国立近代美術館フィルムセンターに所蔵されておらず、マツダ映画社も所蔵していない。現状、観賞することの不可能な作品である。

## スタッフ・作品データ
- 監督・原作・脚本 : 田中栄三
- 撮影・編集・現像 : 大洞元吾
- 舞台装置 : 亀原嘉明

- 製作 : 日活向島撮影所
- 上映時間（巻数） : 110分 （11巻）
- フォーマット : 白黒映画 - スタンダードサイズ（1.33:1） - サイレント映画
- 初回興行 : 浅草・三友館

## キャスト
- 山本嘉一 - 貞松山瑞雲寺住職日高泰禅老師
- 森英二郎 - 瑞雲寺の僧宮地教禅
- 山田隆弥 - 瑞雲寺の若僧今井良禅・のちに旅の僧侶
- 佐々木積 - 町の骨董商北澤重兵衛
- 岡田嘉子 - その娘お絹
- 夏川静江 - その妹お糸
- 東屋三郎 - 北澤の番頭源吉
- 東八重子 - 女絵師篠田蘭香・後に重兵衛妻おらん
- 鈴木歌子 - 泰禅の妾おぬい
- 石川直澄 - 北澤の女中お咲
- 六條浪子 - 蘭香の女弟子新子
- 松下京子 - 蘭香の女弟子北子
- 白崎菊一郎 - 骸骨

## 註
1. ↑  『日本映画発達史 1 活動写真時代』、田中純一郎、中公文庫、1975年11月25日 ISBN 4122002850、p.363-366.
2. ↑  田中栄三、『講談社 日本人名大辞典』、講談社、コトバンク、2009年12月17日閲覧。
3. ↑  『日本映画史発掘』、田中純一郎、冬樹社、1980年、p.128-132.
4. ↑  大洞元吾、日本映画データベース、2009年12月17日閲覧。
5. ↑  所蔵映画フィルム検索システム、東京国立近代美術館フィルムセンター、2009年12月17日閲覧。
6. ↑  主な所蔵リスト 劇映画＝邦画篇、マツダ映画社、2009年12月17日閲覧。